# カレー (フランス)
カレー（フランス語: Calais、オランダ語: Kales、西フラマン語: Cales）は、フランス北部パ＝ド＝カレー県の都市。ドーバー海峡（カレー海峡）の海底を英仏海峡トンネルが通りイギリスのフォークストンと結んでいる。
前近代からグレートブリテン島と大陸ヨーロッパを結ぶ玄関口として重要視され、フェリー港や貿易港として栄えてきた。しかし、最近では40 km離れた位置にあるダンケルクにその役割を奪われつつある。

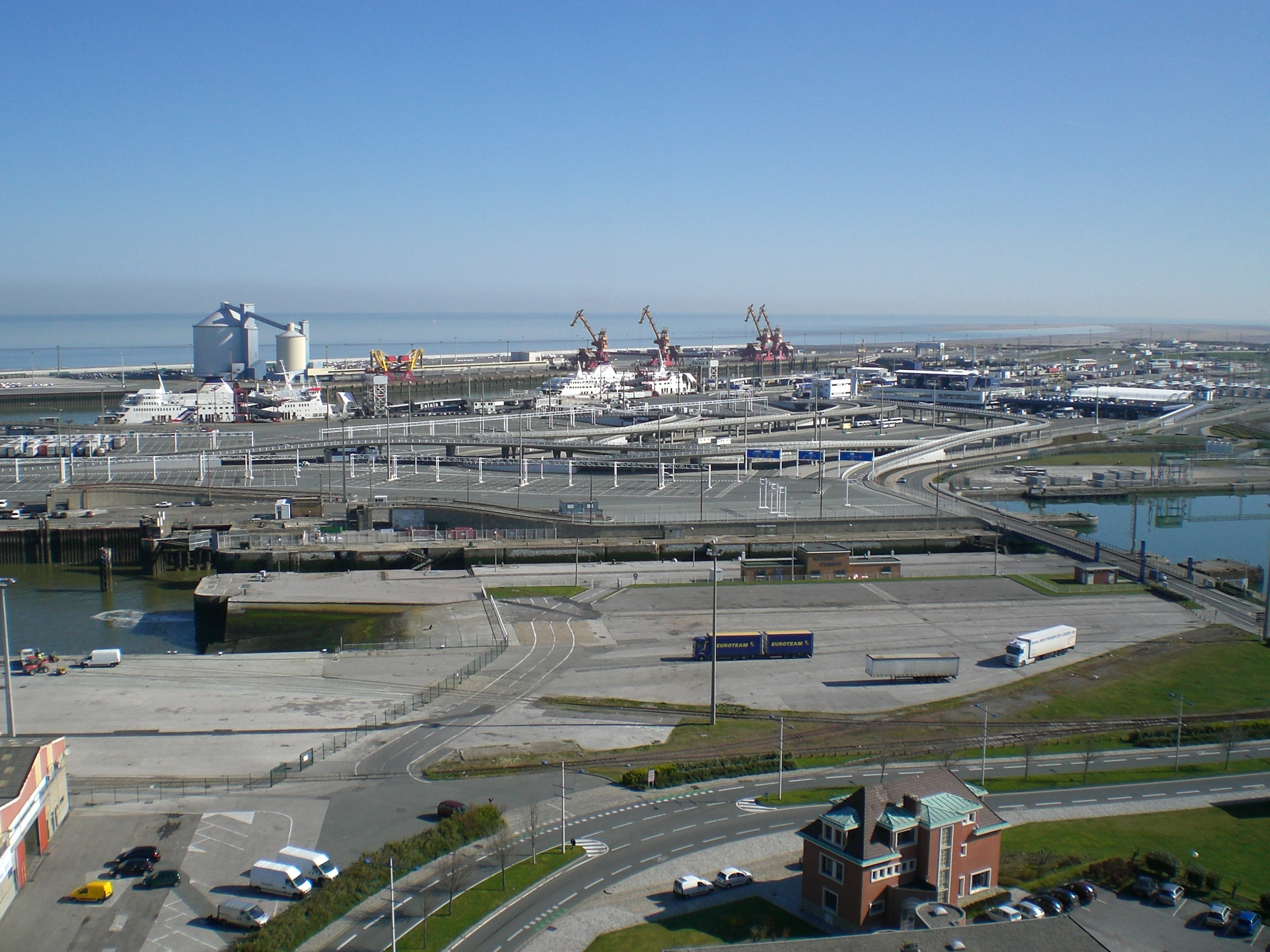
カレー港

## 地理
カレーは、ドーバー海峡の北海の出口に面しており、ドーバー海峡の幅が最も狭いところであるためチョークポイントとしても重要な都市である。イングランドへ発つ船の港として、長い間栄えてきた。コミューンの中心部や北と西は、数箇所の砦によって守られている。

## 歴史
古代ローマ時代から、ブリテン島を結ぶ中継地として栄えてきた。
百年戦争中の1347年、長期間の包囲の末、イングランド軍によりカレーは占領された。サン・ピエールと5人の市民が、イングランド王エドワード3世の前に出頭し他の市民を救った。この逸話はロダンの彫刻『カレーの市民』の題材となっている。シャルル7世のフランス軍が優勢となり、百年戦争のイングランド軍の敗北の結果、1453年以降カレーは大陸における唯一のイングランド領となり、下院に議員を送っていた。その後、第六次イタリア戦争中の1558年1月7日、ギーズ公フランソワがイングランドからカレーを奪還した（カトー・カンブレジ条約）。
ユグノー戦争末期には一時スペインに占領されるが、1598年にヴェルヴァン条約によってフランスに返還された。
第一次世界大戦や第二次世界大戦では戦場となり、市街地が破壊された。第二次世界大戦のナチス・ドイツのフランス侵攻は、1940年5月に本格化。ブローニュ＝シュル＝メールとともにカレー包囲戦の舞台となった。
これは要衝であるカレーにドイツ軍を引きつけることで、ダンケルクから連合国軍を撤退させるダイナモ作戦を支援する意味合いもあった。その後、カレーは連合国が反攻を開始してもドイツ軍が死守し続けたため、ナチス・ドイツが降伏する直前まで占領下におかれた。
2015年、カレー市の市有地（18ヘクタール）に難民キャンプが整備された。当初、数百人だった難民の数は、イギリスへの密入国を目指す中東やアフリカからの難民や移民らが集まったことで3,500人に増加した。この難民キャンプは「ジャングル」と呼ばれており、不衛生な環境と食料不足が懸念されている。

## スポーツ
サッカークラブ、カレーRUFC（Calais RUFC）の本拠地。2000年のフランス・カップで、仕事を掛け持ちする選手ばかりの4部リーグ所属ながら、2部のカンヌを1-1（PK4-1）、1部のストラスブールを2-1、ボルドーを延長戦の末3-1で破り決勝まで進出。決勝のナント戦でも前半34分に先制ゴールを決めたものの後半に追いつかれ、試合終了間際にPKを決められ1-2で敗れた。

## 姉妹都市
- デュースブルク、ドイツ
- ドーバー、イギリス
- リガ、ラトヴィア
- ヴィスマール、ドイツ
- ブライラ、ルーマニア
- バルデヨフ、スロバキア
- ファンガ、マリ共和国